# بهستان (تشايبارة)
بهستان (بالفارسية: بهستان) هي قرية تقع في قسم بسطام الريفي (مقاطعة تشايبارة) في إيران. يقدر عدد سكانها بـ 49 نسمة .